# Сборная Тайваня по хоккею с шайбой
Сборная Тайваня по хоккею с шайбой — представляет Китайскую Республику (Тайвань) на международных турнирах по хоккею с шайбой.

## История
30 сентября 1983 года Федерация хоккея Тайваня была принята в члены ИИХФ, однако свой первый матч сборная страны провела лишь 3 марта 1987 года против сборной Гонконга, завершив его с ничейным счётом 2:2. Этот матч состоялся во время соревнований в группе D чемпионата мира, на котором сборная Тайваня выступала вне зачёта. Остальные три матча на том турнире тайваньцы проиграли с общим счётом 4:67. В следующий раз сборная Тайваня вышла на лёд лишь в 2005 году, когда она провела 3 товарищеских встречи со сборными Гонконга и Таиланда. В 2008 году тайваньцы стали победителями дебютного Азиатский кубок вызова. Год спустя тайваньской федерации не удалось отправить команду на турнир, а в 2010 году сборная повторила свой успех, победив в домашнем турнире.

## Результаты
| Сборная          | И | В | Н | П | ШЗ | ШП |
| ---------------- | - | - | - | - | -- | -- |
| Гонконг          | 4 | 1 | 1 | 2 | 16 | 14 |
| Таиланд          | 2 | 2 | 0 | 0 | 8  | 4  |
| Австралия        | 1 | 0 | 0 | 1 | 3  | 31 |
| Казахстан        | 1 | 0 | 0 | 1 | 0  | 35 |
| Макао            | 1 | 1 | 0 | 0 | 9  | 0  |
| Малайзия         | 1 | 1 | 0 | 0 | 5  | 2  |
| Новая Зеландия   | 1 | 0 | 0 | 1 | 1  | 12 |
| Сингапур         | 1 | 1 | 0 | 0 | 2  | 1  |
| Республика Корея | 1 | 0 | 0 | 1 | 0  | 24 |

## Участие в мировых чемпионатах
В апреле 2017 года в Софии китайские хоккеисты дебютировали на мировом чемпионате (III дивизион). В этом чемпионате хоккеисты с Тайваня одержали не только техническую победу, но в матче за 5—8 места обыграли в сухую хоккеистов ОАЭ. В дебютном чемпионате островитяне финишировали на шестом месте среди восьми команд.
На следующий год китайцы на мировом чемпионате (III дивизион) финишировали четвёртыми. На следующий год они были пятыми.